# Sondatore
Il sondatore è un operatore specializzato del settore del genio civile.
La sua attività comprende la prospezione diretta del sottosuolo, ovvero sondaggi nel sottosuolo al fine di prelevare campioni e l'esecuzione di appropriate misurazioni fisiche, di prove meccaniche o idrauliche sui vari strati di terreno analizzati, ancoraggi di tutti i generi, iniezioni di cemento o di altri prodotti allo scopo di consolidare o di impermeabilizzare terreni o rocce interessati da gallerie, dighe, scavi, fondazioni o elementi costruttivi di ancoraggi (micro) pali, rivestimenti e altro.
È specializzato nella creazione di opere destinate a trasmettere al terreno carichi puntuali elevati, derivanti da opere murarie (edifici, ponti, viadotti, opere di presa, ecc.), paratie gettate in opera e di tutti i generi a protezione di scavi, pozzi destinati allo sfruttamento o all'abbassamento della falda freatica.
Inoltre è specializzato nella creazione di fondazioni speciali, nell'abbassamento o sfruttamento di falde freatiche, nell'esecuzione di opere di sostegno delle pareti di scavi profondi e sottomurazione di strutture esistenti, oltre alla bonifica, al consolidamento e alla impermeabilizzazione di terreni destinati a sostenere carichi meccanici o idraulici che superano i loro limiti di resistenza o di permeabilità naturali.